# Walter Gresham

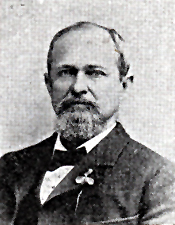
Walter Gresham

Walter Gresham (* 22. Juli 1841 bei Newtown, King and Queen County, Virginia; † 6. November 1920 in Washington, D.C.) war ein US-amerikanischer Politiker. Zwischen 1893 und 1895 vertrat er den Bundesstaat Texas im US-Repräsentantenhaus.

## Werdegang
Walter Gresham besuchte die Stevensville Academy und die Edgeville Academy. Danach studierte er bis 1863 an der University of Virginia in Charlottesville. Anschließend war er während des Bürgerkrieges Soldat im Heer der Konföderation. Nach einem Jurastudium und seiner 1867 erfolgten Zulassung als Rechtsanwalt begann er in Galveston in diesem Beruf zu arbeiten. Im Jahr 1872 war er Bezirksstaatsanwalt in seiner neuen Heimat. Gleichzeitig schlug er als Mitglied der Demokratischen Partei eine politische Laufbahn ein. Zwischen 1886 und 1891 saß er als Abgeordneter im Repräsentantenhaus von Texas.
Bei den Kongresswahlen des Jahres 1892 wurde Gresham im zehnten Wahlbezirk von Texas in das US-Repräsentantenhaus in Washington gewählt, wo er am 4. März 1893 die Nachfolge von Joseph D. Sayers antrat. Da er im Jahr 1894 nicht bestätigt wurde, konnte er bis zum 3. März 1895 nur eine Legislaturperiode im Kongress absolvieren. Nach dem Ende seiner Zeit im US-Repräsentantenhaus praktizierte Gresham wieder als Anwalt in Galveston. Er starb am 6. November 1920 in Washington und wurde in Galveston beigesetzt.